# Tàngara emmascarada
La tàngara emmascarada (Ramphocelus nigrogularis) és un ocell de la família dels tràupids (Thraupidae).

## Hàbitat i distribució
Habita la selva pluvial, clars i vegetació secundària, especialment a prop de l'aigua, de les terres baixes, del sud-est de Colòmbia, cap al sud, a través de l'est de l'Equador i est del Perú, nord de Bolívia i oest amazònic del Brasil.